# Klaus Pierwoß
Klaus Pierwoß (* 29. August 1942 in Berge; † 5. Juni 2022 in Berlin) war ein deutscher Dramaturg und Intendant, u. a. am Bremer Theater.

## Leben
Pierwoß wurde als Sohn eines Inspektors und einer Sekretärin geboren. Seine Kindheit verbrachte er in Meppen. Nach dem Abitur studierte er ab 1962 an den Universitäten in Köln, Berlin und Wien Theaterwissenschaft und Germanistik. 1970 promovierte er bei Heinz Kindermann über den Bühnenbildner Emil Pirchan.
Im Anschluss nahm Pierwoß 1971 ein Engagement als Dramaturg am Landestheater Tübingen an. 1975 wechselte er als Dramaturg an das Nationaltheater Mannheim. Drei Jahre später kehrte er nach Tübingen zurück und folgte Manfred Beilharz im Amt des Intendanten des Landestheaters. 1985 übernahm er als Nachfolger von Jürgen Flimm die Leitung des Kölner Schauspielhauses. Pierwoß war 1989 der erste Intendant, der den ostdeutschen Regisseur Frank Castorf mit einer Inszenierung des Hamlet an ein westdeutsches Theater holte.
1990 verließ er Köln und ging als Chefdramaturg nach Berlin ans Maxim-Gorki-Theater. 1994 wurde er Generalintendant des Bremer Theaters, das er bis Sommer 2007 leitete. Ihm gelang es, das Haus neu zu ordnen und als überregional bedeutende Spielstätte zu profilieren. Er schärfte als Verfechter des Mehrsparten-Theaters das Profil des Bremer Theaters, sodass es überregional von Kulturmagazinen als eines der „erfolgreichsten Stadttheater“ eingestuft wurde. 2007 wurde das Bremer Theater zum „Opernhaus des Jahres“ gewählt. Die Zeit würdigte ihn als „Theatermann der Schwergewichtsklasse“.
Für sein „weit über das übliche Maß hinausgehende Engagement“ wurde Pierwoß im Juni 2007 mit dem Bundesverdienstkreuz am Bande ausgezeichnet.
2009 wurde Klaus Pierwoß zum Präsidenten der Deutschen Akademie der Darstellenden Künste gewählt. Noch im selben Jahr trat er wegen Meinungsverschiedenheiten zurück.

## Als Herausgeber
- Das Bremer Theater. Theater Bremen, Bremen: Schünemann, 2007, ISBN 978-3-7961-1895-1